# 皮熱岩
皮熱岩（英語：Puget Rock），是南極洲的岩石，位於葛拉漢地的鄧迪島東岸，處於伊登岩以東，屬於茹安維爾群島的一部分，在1842年12月30日由詹姆斯·克拉克·羅斯命名，現時由南極條約體系管理。